# Ornella Barra
Ornella Barra (Chiavari, 20 dicembre 1953) è un'imprenditrice italiana naturalizzata monegasca, farmacista e chief operating officer, international di Walgreens Boots Alliance, il colosso americano della farmacia e distribuzione di prodotti per la salute e il benessere. Secondo la rivista Fortune, nel 2019 occupa il 26º posto tra le donne più potenti del mondo degli affari al di fuori degli Stati Uniti.

## Biografia
Nasce a Chiavari in una famiglia di imprenditori,  nel 1979 si laurea in farmacia all'Università di Genova. Inizia gestendo e poi acquistando la farmacia Bellagamba in piazza delle Carrozze e poco dopo apre un'azienda di distribuzione farmaceutica a Lavagna di nome "Di Pharma". Negli anni Ottanta l'incontro con l'imprenditore Stefano Pessina, nato a Pescara e laureato in ingegneria al Politecnico di Milano. Pessina aveva iniziato a operare negli anni Settanta a Napoli nell'azienda di famiglia, attiva nella distribuzione di prodotti farmaceutici, per creare "Alleanza Farmaceutica" nel 1977. I due fondono le rispettive società, iniziano a lavorare insieme (da allora sono partner anche nella vita) e più avanti nasce Alleanza Salute Italia che, attraverso acquisizioni, comincia ad espandersi all'estero, dalla Francia alla Spagna, dal Marocco alla Grecia. Nel 1991 nasce Alliance Santé, che nel 1997 diventa Alliance Unichem, poi nel 2006 Alliance Boots, in seguito alla fusione con la catena di farmacie britanniche Boots Group Plc, e infine Walgreens Boots Alliance nel 2014, quando si completa la fusione con la catena di drugstore americana Walgreens.
Walgreens Boots Alliance ha sede negli Stati Uniti, a Deerfield, nell'Illinois, con il duo Pessina-Barra sempre alla guida. È un colosso (nel 2020 supera i 139.5 miliardi di dollari di ricavi con 450.000 dipendenti e più di 21.000 farmacie) che opera attraverso Alliance Healthcare, Boots UK, Boots Opticians, Duane Reade, Walgreens, Farmacias Benavides, Farmacias Ahumada. Pessina ricopre il ruolo di executive chairman mentre Ornella Barra è chief operating officer, international.